# Gaillagos
Gaillagos ist eine französische Gemeinde mit 126 Einwohnern (Stand 1. Januar 2022) im Département Hautes-Pyrénées in der Region Okzitanien (vor 2016: Midi-Pyrénées). Sie gehört zum Arrondissement Argelès-Gazost und zum Kanton La Vallée des Gaves.
Die Einwohner werden Gaillagossais und Gaillagossaises oder Gaillagossiens und Gaillagossiennes genannt.

## Geographie
Gaillagos liegt circa sieben Kilometer westsüdwestlich von Argelès-Gazost in dessen Einzugsbereich (Aire urbaine) in der historischen Provinz Bigorre. Der Fluss Gave d’Azun bildet die südliche Gemeindegrenze. Im Norden verläuft das Flüsschen Bergons.
Umgeben wird Gaillagos von den vier Nachbargemeinden:
|       | Salles                                      |                 |
| Aucun | Kompassrose, die auf Nachbargemeinden zeigt | Arcizans-Dessus |
|       | Bun                                         |                 |

## Einwohnerentwicklung
Mit dem Beginn der Aufzeichnungen erreichte die Einwohnerzahl ihren Höchststand von 565. In der Folgezeit sank die Größe der Gemeinde bei kurzen Erholungsphasen bis zu den 1990er Jahren auf rund 75 Einwohner, bevor eine Phase mit solidem Wachstum einsetzte, die heute noch anhält.
| Jahr      | 1962 | 1968 | 1975 | 1982 | 1990 | 1999 | 2006 | 2011 | 2022 |
| --------- | ---- | ---- | ---- | ---- | ---- | ---- | ---- | ---- | ---- |
| Einwohner | 111  | 82   | 82   | 93   | 73   | 81   | 100  | 113  | 126  |

## Sehenswürdigkeiten

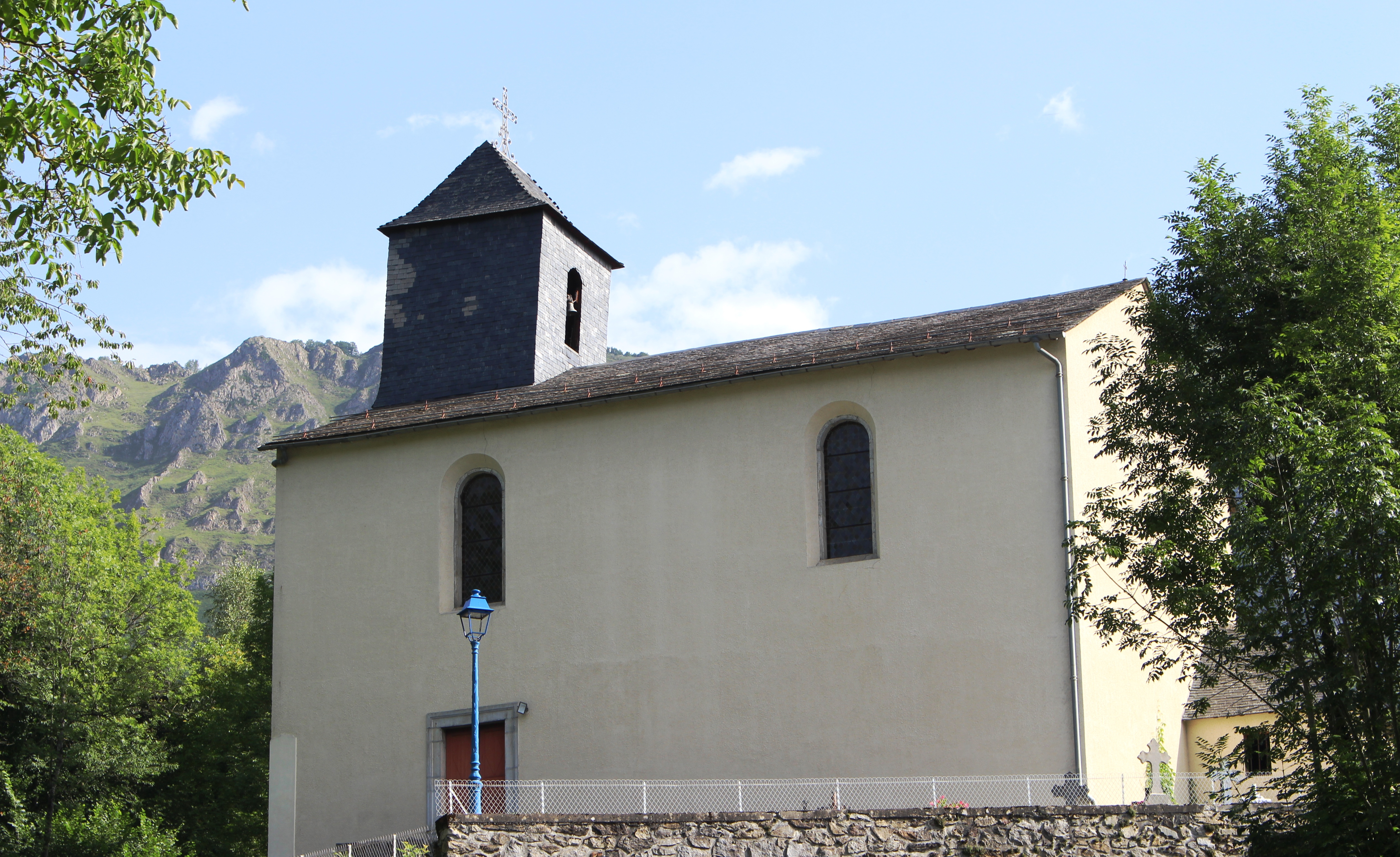
Pfarrkirche Saint-Martin

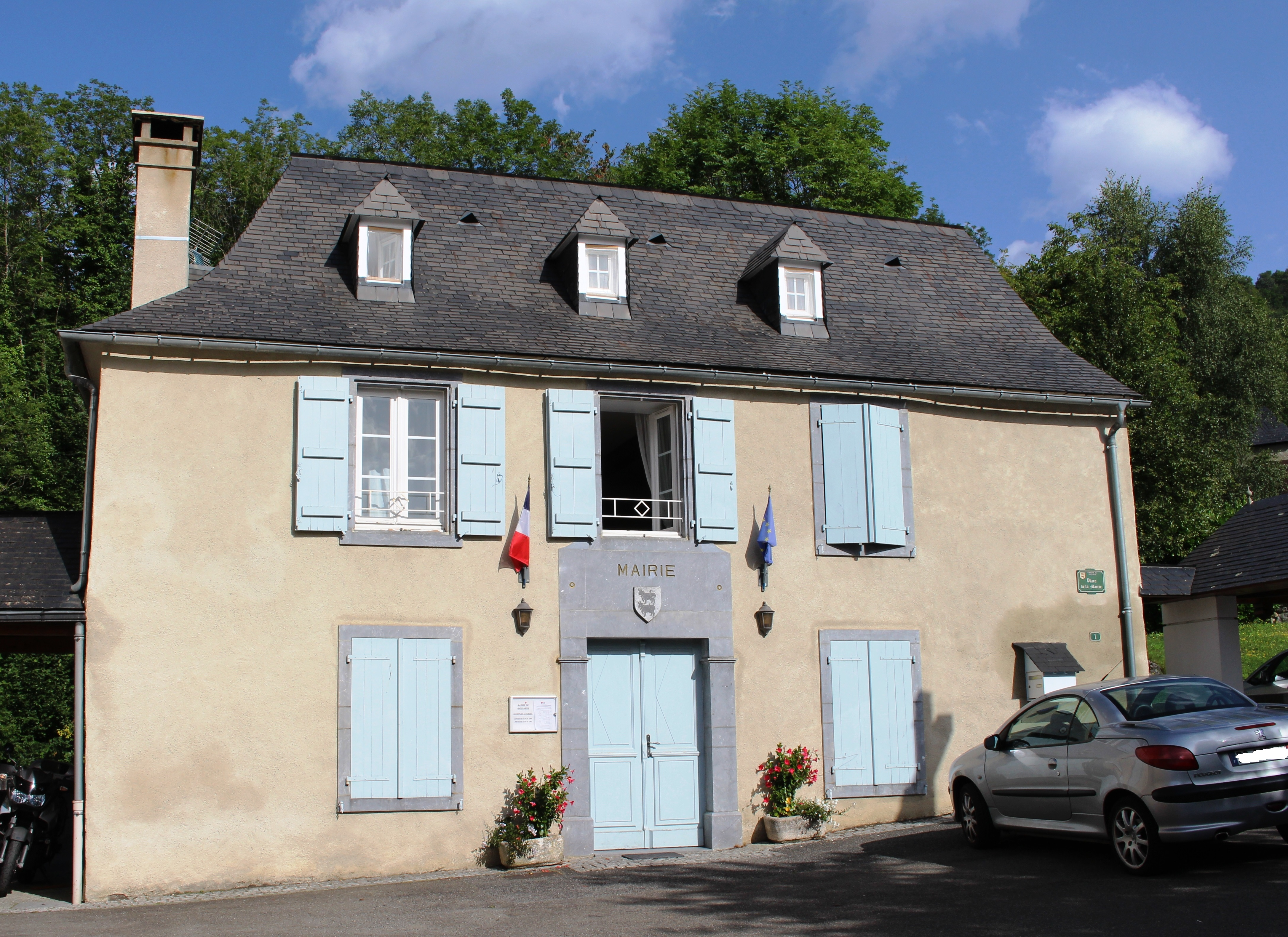
Rathaus (mairie)

- Pfarrkirche Saint-Martin

## Wirtschaft und Infrastruktur
Gaillagos liegt in den Zonen AOC der Schweinerasse Porc noir de Bigorre und des Schinkens Jambon noir de Bigorre.

### Sport und Freizeit
Der Fernwanderweg GR de Pays Tour du Val d’Azun führt auch durch das Zentrum von Gaillagos.

### Verkehr
Gaillagos ist über die Routes départementales 13 und 918, die ehemalige Route nationale 618, erreichbar.